# The Plague (Nuclear Assault)
The Plague è il secondo EP della thrash metal band statunitense Nuclear Assault.

## Tracce
1. Game Over – 2:38
2. Nightmares – 3:56
3. Butt Fuck (You Figure It Out) – 2:54
4. Justice – 4:17
5. The Plague – 4:54
6. Cross of Iron – 3:38

## Formazione
- John Connelly - voce, chitarra
- Anthony Bramante - chitarra
- Dan Lilker - basso
- Glenn Evans - batteria